# Коваленко Сергій Олегович
Сергі́й Оле́гович Ковале́нко (1994—2022) — український військовослужбовець, учасник російсько-української війни.

## Життєпис
Народився 21 жовтня 1994 року в селі Вирівка Конотопського району Сумської області. З 2009 року проживав у місті Конотоп. Після закінчення Конотопського професійно-технічного училища вступив до національного університету харчових технологій, після навчання залишився жити в Києві.
З початком повномасштабного вторгнення вступив до лав збройних сил 23-го батальйону окремої президентської бригади, і був кулеметником.. У травні 2022 року одружився.
Загинув 18 грудня 2022 в районі села Кліщіївка Донецької області.
Похований 26 грудня 2022 року в селі Вирівка.
Без Сергія лишились мама, брат, наречена.

## Нагороди та вшанування
- Орден «За мужність» III ступеня (2023, посмертно) — за особисту мужність, виявлену у захисті державного суверенітету та територіальної цілісності України, самовіддане виконання військового обов'язку[4].
- Звання «Почесний громадянин Конотопа».